# Orde van kalkgraslanden
De orde van kalkgraslanden (Brometalia erecti) is een orde uit de klasse van kalkgraslanden (Festuco-Brometea). De orde omvat plantengemeenschappen die typisch zijn voor kalkrijke, droge gronden.

## Naamgeving en codering
- Syntaxoncode voor Nederland (rVvN): r15A

De wetenschappelijke naam Brometalia erecti is afgeleid van de botanische naam van een belangrijke diagnostische soort van deze orde, de bergdravik (Bromopsis erecta, synoniem Bromus erectus).

## Kenmerken
Voor de kenmerken van deze orde, zie de klasse van kalkgraslanden.

## Onderliggende syntaxa in Nederland en Vlaanderen
De orde van kalkgraslanden wordt in Nederland en Vlaanderen vertegenwoordigd door maar één verbond waarvan alhier maar één associatie voorkomt.
- - verbond van matig droge kalkgraslanden (Mesobromion)
    - kalkgrasland (Gentiano-Koelerietum)

## Diagnostische taxa voor Nederland en Vlaanderen
De orde van kalkgraslanden heeft voor Nederland en Vlaanderen geen specifieke kensoorten.